# Liste des histoires de Tom-Tom et Nana
 (novembre 2024).
Si vous disposez d'ouvrages ou d'articles de référence ou si vous connaissez des sites web de qualité traitant du thème abordé ici, merci de compléter l'article en donnant les références utiles à sa vérifiabilité et en les liant à la section « Notes et références ».

Cette page regroupe toutes les histoires étant parues dans les albums de Tom-Tom et Nana.
1. Tom-Tom et l'impossible Nana, (BNF 34780273)
- Trois centimètres de cauchemar — N°92
- Un cadeau d'oncle Pédoncule — N°45
- Allons au cirque — N°75
- Arthur, le dur — N°89
- La guerre des couvertures — N°60
- Mauricette — N°74
- Le grand débordement — N°34
- Maurice ou Mauricette ? — N°78
- Le mercredi de Mr Henri — N°82

2. Tom-Tom et ses idées explosives, (BNF 34780274)
- Un joyeux dimanche — N°93
- La poudre du bonheur — N°86
- Une recette à faire peur — N°76
- Tom-Tom sourcier — N°69
- Tout ça pour un pull-over — N°81
- Le vaisseau SX 33 — N°73
- La boîte de chimie — N°70
- Le trou à billes — N°77
- La boîte de chimie revient — N°71

3. Tom-Tom le roi de la tambouille, (BNF 34780275)
- La plus que meilleure fourchette — N°44
- Un délicieux cauchemar — N°17
- Devine qui vient dîner ce soir — N°39
- Les canetons en pompons — N°33
- La médaille de papa — N°85
- La folie du sport — N°94
- Des bananes à gogo — N°87
- La plonge — N°53
- Un restaurant de rêve — N°83

4. Les cartables décollent, (BNF 34900673)
- Le sac de gym — N°88
- L'affaire du squelette — N°109
- Plus on est de malades, plus on rit ! — N°106
- L'indigestion de géographie — N°101
- La cerise de Noël — N°95
- Tous chez Michou Mod' ! —  N°105
- La grosse bagarre de Noël — N°107
- Bonne Année, Tante Roberte — N°84
- La pub de l'année — N°108

5. Les vacances infernales, (BNF 34872484)
- Départ en vacances — N°102
- La promenade en mer — N°103
- La dernière capsule — N°96
- Le concours Pétibulle — N°97
- Le chimi-steak-frites — N°98
- En route pour Bouzy-les-prés — N°90
- Le trésor de tante Roberte — N°104
- Une nuit à la belle étoile — N°91
- Adieu les vacances — N°80

6. Bande de sauvages !, (BNF 35071697)
- Le centre aéré — N°115
- Des lunettes pour tous — N°114
- Le miroir magique — N°118
- Jamais deux sans trois — N°121
- Pour l'amour de Sophie — N°111
- La soirée télé — N°14
- Les cent lignes — N°48
- Fais du sport, mon chéri — N°16
- La classe de neige — N°110

7. Drôle de cirque, (BNF 35071687)
- Le jour des gifles — N°27
- La partie de Monopoly —  N°116
- Le grand nettoyeur — N°99
- La bête de Madame Kellmer — N°112
- L'invasion des sauterelles — N°113
- Le grand amour de tante Roberte — N°117
- Un sapin gros comme ça — N°119
- Mangez des goudies — N°120
- La bague de la bagarre — N°100

8. Les deux terreurs, (BNF 35071694)
- Du cinéma pour Super-Nana —  N°22
- La grande enquête — N°38
- La nuit des molmoks — N°26
- Une année à la poubelle — N°24
- Bon appétit Mr Rechignou — N°21
- La dent dure — N°32
- Le robot cuicru ! — N°25
- Bon Noël quand même — N°35
- Arthur, mon doux bébé — N°37

9. Les fous du mercredi, (BNF 35071691)
- La fanfare de l'été — N°126
- Le meilleur miauleur — N°124
- Un peu, beaucoup, passionnément — N°122
- La télé-folie — N°133
- Un temps de chien — N°125
- La tempête Roberte — Planches non numérotées
- Tout pour Rechignou — N°130
- Les as de la photo — N°128
- Pousse-toi poussin — N°132

10. Les premiers de la casse, (BNF 35028738)
- Le club des quatre — N°145
- La table de multiplication des bêtises — N°143
- Tout pour un plâtre — N°144
- Une super-magicienne — N°137
- L'excursion — N°28
- La poursuite infernale — N°138
- Des vacances olympiques — N°139
- Courage, c'est la rentrée — N°56
- La cantine clandestine — N°58

11. Ici radio-casserole, (BNF 35028732)
- Ici, Radio-Casserole — N°134
- Le menu-musical — N°147
- La boum Fracachtaboum — N°57
- Un cadeau de sept cents kilos  — N°140
- Sept cents kilos de cauchemar  — N°141
- Sept cents kilos s'envolent  — N°142
- Le diamant bleu  — N°136
- Tchao, Tom-Tom — N°135
- Une toute petite course — N°146

12. Et que ça saute !, (BNF 35568586)
- Un déguisement à croquer — N°157
- Le "Bougonia-Gigantica" — N°148
- Le grand plongeon — N°153
- Une bonne coupe — N°150
- Drôle d'odeur — N°152
- Pas si bêtes que ça ! — N°149
- Docteur miracle — N°154
- C'est Noël, on s'enguirlande  — N°155
- La frisée du réveillon — N°156

13. Bonjour les cadeaux !, (BNF 35454810)
- Des farces au menu — N°159
- La tornade de printemps — N°158
- La course aux cadeaux — N°129
- Bonne fête Maman ! — Planches non numérotées
- Un dimanche d'enfer — N°161
- Le championnat de ménage — N°166
- Cache-cache cadeaux — N°168
- Fourni-Fête fournit tout — N°131
- La boule de minuit — N°169

14. La tribu des affreux, (BNF 35511720)
- Les Tom-Tomawaks sont là — N°169
- Le cahier de malheur — N°170
- Le gang de la cave — N°177
- Maudite robe de chambre — Planches non numérotées
- La reine des gommes — N°176
- La poésie d'automne — N°165
- La mallette au trésor — N°179
- La bonne combine — N°164
- Le prix de poésie — N°171

15. Ça va chauffer !, (BNF 35542099)
- Panique à midi  — N°172
- Les invités sont culottés — N°182
- Poubélia et Cochonius — N°162
- Palace hôtel — N°163
- La belle vie de bébé — N°173
- Vive la reine — N°127
- Petits dadas et gros dégâts — N°181
- A l'eau le Père Noël — Planches non numérotées
- Avec nos bons vœux — N°180

16. Abracada...boum !, (BNF 35583675)
- Nana craque ! — N°186
- La crise de boulichimie — N°185
- Un cadeau chou — N°189
- Chez Dubonchou — N°190
- Trop, c'est trop ! — N°191
- La galette des fous — N°192
- La fête aux frissons — N°183
- Une bonne équipe — N°184
- La sauce Paradis — Planches non numérotées

17. Allez, les monstres, (BNF 35694456)
- La fête de l'horreur — N°193
- Allez, les vers — N°194
- Vite fait, bien fait — N°195
- Star de choc — N°198
- A bas les vacances — N°3
- La pleurnichouille — N°199
- A chacun son carrosse — N°200
- Le grigri de Tartousie — N°196
- L'invitée modèle — N°204

18. Salut, les zinzins !, (BNF 35725814)
- La poubelle géante — N°202
- Panique à la cave — N°197
- L'addition du siècle — N°3
- Vacances à Gazopoil — N°174
- La chasse aux bisous — N°201
- Crise d'amour — N°206
- Sacrée soirée — N°207
- Un cadeau dingo — N°203
- La vidéo-folie — N°205

19. Bienvenue au club !, (BNF 35785003)
- Le Tom-Tom Club — N°94
- Le record du siècle — N°209
- Amélie chérie — N°212
- Une panne de cahier — N°208
- L'école des vacances — N°210
- La nuit des héros — N°211
- Drôle de danse ! — N°214
- Le cahier interdit — N°213
- Le Bouzillator de Noël — N°215

20. Poux, papous et pas papous, (BNF 35810542)
- Les poux fous — N°219
- Panique à bord — N°218
- Le club des beautés — N°217
- Signé Lulu — N°220
- Quelle galère ! — N°221
- Le chef des chefs — N°222
- Les stars du ski — N°216
- Le fantôme de Roupillon — N°223
- La guerre des cartables — N°224

21. C'est magique !, (BNF 35845087)
- Mon beau sapin — N°227
- La foire aux lapins — N°228
- Pauvres petites bêtes — N°229
- Abracadabra — N°230
- Dix pour un — N°231
- C'est gonflé — N°232
- Merci, Asprout ! — N°225
- Chez Maigrichon — N°226
- Danger, rentrée — N°95

22. Superstars, (BNF 36185653)
- C'est du cinéma — N°236
- Bonne fête mamoche ! — N°233
- Bravo les branchés ! — N°234
- Adieu Radiolette ! — N°96
- Cliquez, c'est l'été — N°235
- Bouboule déboule — N°237
- Nanard et Tom-Tomette — N°238
- Chère tata Noël — N°239
- Ça commence bien ! — N°240

23. Dégâts à gogo !, (BNF 36997070)
- La pêche au diling — Planches non numérotées
- La chasse à l'œuf — Planches non numérotées
- Bonne fête, Mamuche ! — Planches non numérotées
- Merci, madame Ziza ! — Planches non numérotées
- Silence à Roupillon ! — Planches non numérotées
- Totor et compagnie — Planches non numérotées
- La photo de classe — Planches non numérotées
- Cher maître adoré — Planches non numérotées
- Un trésor d'anniversaire — Planches non numérotées

24. Au zoo, les zozos !, (BNF 37052416)
- Monstre d'avril — N°255
- Folle fête, mamounette ! — N°256
- La sauce à papa — N°253
- S.O.S. bébêtes — N°257
- Le code bonbon — N°97
- Oh, la honte ! — N°254
- Sus à Pupuce — N°242
- L'as du commerce — N°252
- Zéro cadeau ? — N°251

25. Les mabouls déboulent !, (BNF 37195007)
- Maudits rollers ! — Planches non numérotées
- La reine rapeuse — Planches non numérotées
- La frite qui pique — Planches non numérotées
- Un chic unique — Planches non numérotées
- Suivez la nounou — Planches non numérotées
- La crise de la rentrée — Planches non numérotées
- Le livre de bibli — Planches non numérotées
- À moi, la varicelle ! — Planches non numérotées
- Noël à 200 à l'heure — Planches non numérotées

26. Tremblez, carcasses !, (BNF 37690818)
- Gare à l'étrangleur ! — Planches non numérotées
- La lettre piégée — Planches non numérotées
- Opération Saucisse — Planches non numérotées
- La nuit des survivants — Planches non numérotées
- La colo des cucus — Planches non numérotées
- La supermarcheuse — Planches non numérotées
- La nuit des nuits — Planches non numérotées
- Mort aux miettes ! — Planches non numérotées
- Et ça repart ! — Planches non numérotées

27. Trop, c'est trop !, (BNF 38808668)
- La mode chic et choc — Planches non numérotées
- Madame Chouchou — Planches non numérotées
- La reine des courses — Planches non numérotées
- Le CKZ 2000 — Planches non numérotées
- Une idée fumante — Planches non numérotées
- Cent kilos de lecture — Planches non numérotées
- Vrai ou faux ? — Planches non numérotées
- Un super hoquet — Planches non numérotées
- Didi Dindon — Planches non numérotées
- Ris, Bouboule ! — Planches non numérotées
- La grippe au poivre — Planches non numérotées
- Pépin le terrible — Planches non numérotées
- Pas si sotte — Planches non numérotées
- Mange, Bouboule — Planches non numérotées
- Sacrés secrets — Planches non numérotées

28. À l'attaque !, (BNF 38892246)
- Bonne pêche !
- Alerte à la piscine
- La bête féroce
- Pour la plus belle !
- Le poison rouge
- Une goutte de trop !
- Le chouchou de la classe
- Suivez le guide !
- Touchez pas à mes pièces jaunes !

29. Toujours plus forts !, (BNF 38968323)
- Libérez Nana !
- Au voleur
- Boul-Bouch-pharm
- Allô, Lolotte ?
- Par ici, les euros !
- Vive les mariés !
- Trop mimi
- Sauvons Papouille
- Tout, mais pas ça

30. La salsa des saucisses, (BNF 39050142)
- Danger, rigolade !
- Fonce, Yvonne !
- Une grande sœur de rêve
- Mirlababi surlababo
- Nagez couverts !
- Ça ne se fait pas !
- Le gros lot
- Le vrai père Noël
- Grève de chouquette

31. Ça roule !, (BNF 39131105)
- Allô Tom-Tom bobo
- Trois-mâts et gros dégâts
- Un cadeau renversant
- Les maths, c'est du sport
- La grande trouille
- Les casse-plâtre
- Jamais contents !
- Tous en scène !
- Fichue magie !

32. Subliiiimes !, (BNF 39246390)
- Coupera, coupera pas ?
- Trouvé n'est pas volé !
- Dix partout
- Tout, mais pas elle !
- Lâches-nous les baskets !
- Six mots, sept fautes
- Bizzare Buzzor !
- Pars-ici Soussou !
- Vous voulez parlez d'un cadeau

33. Ben ça, alors !, (BNF 39965901)
Scénario Emmanuel Guibert.
- La vérité sur Tom-Tom et Nana — N°325
- La péristore — N°327
- Tam-Tam et Nono — N°329
- Lucien ! Reviens ! — N°331
- Rémi raconte — N°333
- Mamma Marto — N°335
- La peau des fesses — N°337
- Le beau bar — N°339
- La moto d'exercice — N°341

34. Increvables !, (BNF 41437663)
- Mon grigi chéri
- Sondage Toutou
- Cloches et Clochettes
- Bonjour les pestes
- Zéro partout
- La raclée du siècle
- gags en une page :
  - Un autographe, s.v.p
  - Faut le faire
  - Concours de menottes
  - Ça mord
  - Billet doux
  - Super Tom-Tom
  - Farces à roulettes
  - Un poirier, une poire
  - Erreur judiciaire
  - Un peu de chirurgie
  - Dégonflé !
  - Hou !
  - Trahison